# 赤い橋 (国境)
赤い橋（あかいはし、アゼルバイジャン語: Qırmızı Körpü、グルジア語: წითელი ხიდი、グルジア語ラテン翻字: Tsiteli Khidi）は、アゼルバイジャンとジョージアの国境通過地点。あるいはその近くにある、両国の検問所間の無人地帯を流れるフラミ川に架かる赤レンガのアーチ橋を指す。この場所には12世紀頃から橋が存在していたが、現在ある「赤い橋」は大部分は17世紀頃に作られたものである。欧州・コーカサス・アジア輸送回廊計画により1998年に大規模な橋が建設されるまでは、日常的に「赤い橋」が使用されていた。

## 赤い橋の市場
1990年代、国境の無人地帯では、ジョージアのマルネウリ地区からのアゼルバイジャン人により、大規模な市場が運営されていた。ジョージアは反密輸キャンペーンの一環として、2006年春に市場の閉鎖を進めた。これにより、ジョージアに住むアゼルバイジャン人の退去が促され、アゼルバイジャン人の一部はアゼルバイジャンに移住することとなった。